# Calliphora ruficornis
Calliphora ruficornis este o specie de muște din genul Calliphora, familia Calliphoridae. A fost descrisă pentru prima dată de Macquart în anul 1851. Conform Catalogue of Life specia Calliphora ruficornis nu are subspecii cunoscute.